# Saint-James
Saint-James é uma comuna francesa na região administrativa da Normandia, no departamento Mancha. Estende-se por uma área de 17,93 km². Em 2010 a comuna tinha 5 011 habitantes (densidade: 279,5 hab./km²).